# Jacques Henry

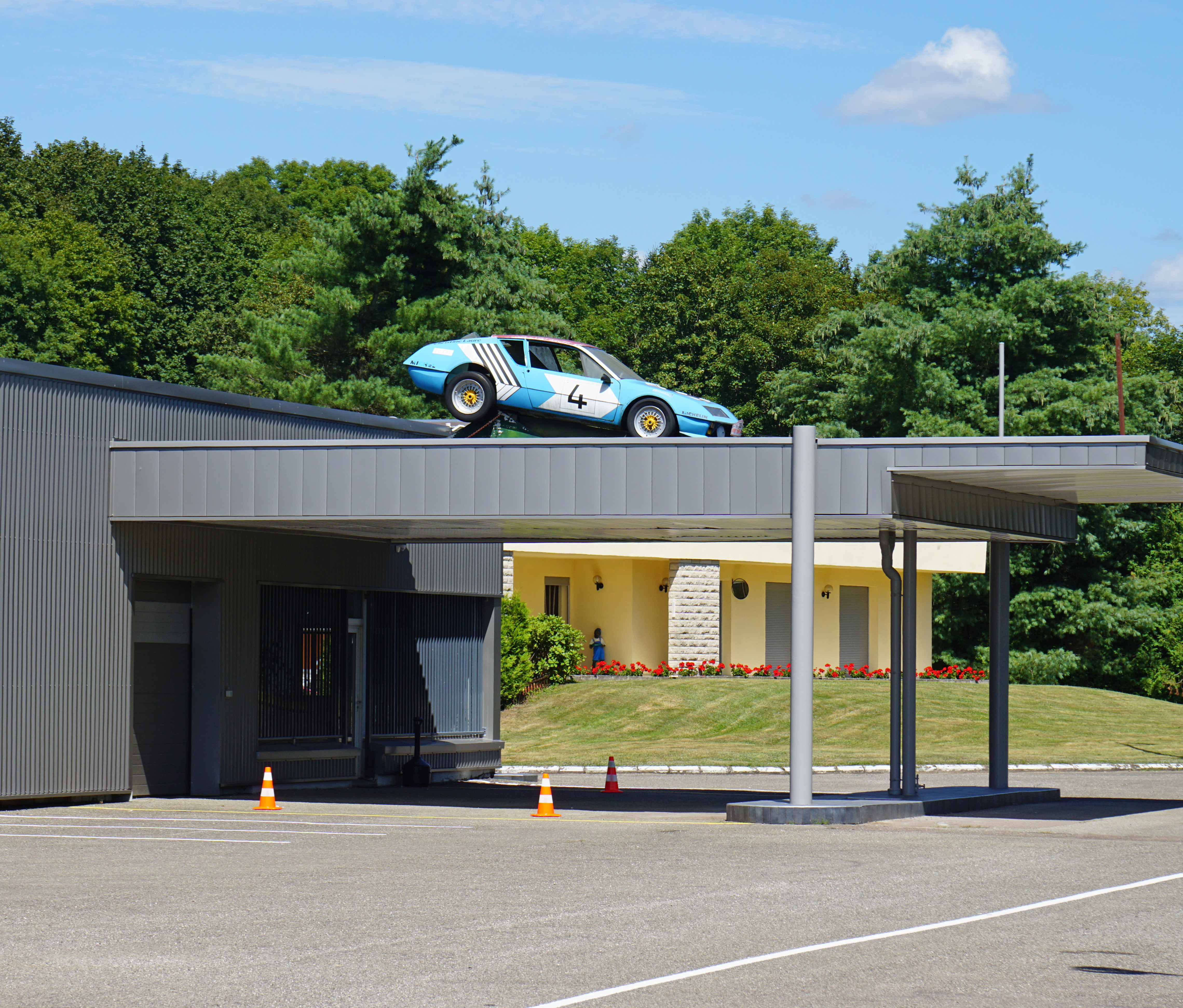
Ein Alpine A310 auf dem Dach der ehemaligen „Garage Jacques Henry“ in Roye (2016).

Jacques Gaston Georges René „Old Jack“ Henry (* 15. März 1942 in Lure; † 19. November 2016 in Roye) war ein französischer Rallye- und Rundstreckenrennfahrer.

## Karriere
Jacques Henry begann 1963 mit dem Motorsport. Vorerst war er nur als Amateur am Start, Anfang der 1970er-Jahre wurde er Profirennfahrer. 1974 und 1975 gewann er die französische Rallye-Meisterschaft. Sein größter internationaler Erfolg war sein Sieg bei der Tour de France für Automobile 1976. Viermal war Henry auch beim 24-Stunden-Rennen von Le Mans am Start. Sein Debüt gab er 1973 und seine beste Platzierung erreichte er 1977 mit dem sechsten Gesamtrang.
Sein Sohn Patrick wurde ebenfalls Rallyefahrer und gewann – wie sein Vater knapp 20 Jahre davor – 2007 die französische Rallye-Meisterschaft. Jacques Henry starb im November 2016.

## Statistik

### Le-Mans-Ergebnisse
| Jahr | Team                       | Fahrzeug    | Teamkollege       | Teamkollege    | Platzierung            | Ausfallgrund  |
| ---- | -------------------------- | ----------- | ----------------- | -------------- | ---------------------- | ------------- |
| 1973 | Jacques Henry              | Lola T290   | Fred Stalder      | Bernard Grobot | Ausfall                | Aufhängung    |
| 1975 | Société ROC                | Lola T294   | François Sérvanin | Albert Dufréne | Rang 24                |               |
| 1977 | Racing Organisation Course | Chevron B36 | Michel Pignard    | Albert Dufréne | Rang 6 und Klassensieg |               |
| 1978 | ROC La Pierre du Nord      | Chevron B36 | Max Cohen-Olivar  | Albert Dufréne | Ausfall                | Kolbenschaden |